# Roeselbergkapel
De Roeselbergkapel is een kapel nabij de tot de Vlaams-Brabantse gemeente Tielt-Winge behorende plaats Houwaart, gelegen aan de Stokskesstraat.
Deze kapel, gewijd aan Onze-Lieve-Vrouw ter Stokskes heeft een 17e-eeuws driezijdig afgesloten koor, terwijl het schip vernieuwd werd in 1789. Op het dak bevindt zich een dakruiter.In 1961 werden zijbeuken aangebouwd. Achter de kapel is een buitenkapel met de 16e-eeuwse beeltenis van Christus in het graf, afkomstig van het Begijnhof Aarschot. In 1965 werd een kruisweg geplaatst, vervaardigd door Herman Cornelis.
Het altaar is uit het begin van de 18e eeuw en heeft een schilderij: Aanbidding der herders, uit de 18e eeuw. Ook is er een miraculeus Mariabeeld van omstreeks 1580.
De kapel werd gebruikt als rustpunt voor bedevaartgangers op weg naar Scherpenheuvel.